# Navažština
Navažština (navažsky: Diné bizaad, dosl. lidé jejich-jazyk) je jazyk používaný asi 180 000 Navahy v Severní Americe. Řadí se do athabaskické (athabaské) skupiny dené-jenisejské jazykové rodiny, tzn. že je blízce příbuzná apačským jazykům a trochu vzdáleněji aljašským a kanadským jazykům patřícím do athabaskické jazykové skupiny (např. jazyky Ahtna, Dena’ina, Tanana, Gwich’in, Tsuut’ina, čipevajština a mnohé další), vzdáleně pak také sibiřským jenisejským jazykům (dnes jediným živým jazykem ketština). Navažština je poměrně složitý jazyk z hlediska výslovnosti i gramatiky. Jde o tonální jazyk – stejně jako některé další athabaskické jazyky (čipevajština, Tanacross, apačské jazyky aj.). Tímto jazykem se také inspirovali tvůrci populární hry The Sims.

## Tóny
Navažština má celkem čtyři tóny:
| Navažské písmeno | Popis tónu |
| ---------------- | ---------- |
| á, é, í…         | vysoký     |
| áa, ée, íi…      | klesavý    |
| aaí, eeí, iií…   | stoupavý   |
| a, e, i…         | hluboký    |

Pozn. Klesavý a stoupavý tón se vždy čte dlouze, ostatní buď krátce, nebo dlouze vzhledem k dané slabice.

## Nosové samohlásky
V navažštině existují nosové samohlásky, které se značí ogonkem pod samohláskou: ą, ę, į…

## Gramatika

### Slovesa
Navažská gramatika je typická především složitou slovesnou morfologií. Slovesné tvary jsou tvořeny zejména prefixy, které označují osobu a číslo podmětu, osobu a číslo předmětu nebo mohou spolu s konkrétním slovesným kmenem vymezovat či blíže určovat celkový význam. Jednotlivé prefixy pak na sebe "reagují" a dochází k četným morfofonologickým změnám (např.: na + iid + l = neiil, ale: na + oh + l = naał apod.) Slovesné tvary mohou díky různým prefixům a v některých případech také odlišnými slovesnými kmeny (tzv. supletivní kmeny vyskytující se především u pohybových a lokativních sloves) rozlišit 4 osoby a 3 čísla, ukončenost, průběh, započetí akce, progresivitu děje, přání, budoucnost apod. Například:
- déyá = já jdu
- deet’áázh = my dva jdeme
- deekai = my (3 nebo více) jdeme
- díníyá = ty jdeš
- dishoo’áázh = vy dva jdete
- disoohkai = vy (3 nebo více) jdete
- deeyá = on (ona) jde
- deezh’áázh = oni dva jdou
- deeskai = oni (3 nebo více) jdou
- jideeyá = někdo jde
- jideezh’áázh = někdo (2) jdou
- jideeskai = někdo (3 nebo více) jdou
- dé’áázh = já jdu s 1 člověkem (např. nił dé’áázh = jdu s tebou)
- díní’áázh = ty jdeš s 1 člověkem (např. shił díní’áázh = jdeš se mnou)
- dee’áázh = on(a) jde s 1 člověkem (např. bił dee’áázh = jde s ním)

Zajímavá jsou dále například tzv. klasifikační slovesa, tedy slovesa, která svými supletivními kmeny vyjadřují třídu argumentů. Mezi typická klasifikační slovesa v navažštině patří lokativní slovesa (slovesa vyjadřující polohu předmětů) a slovesa manipulace (např. zvednout, podat apod.). Kmeny těchto sloves se liší podle tvaru, velikosti, charakteru, počtu aj. daného předmětu, dané látky. Například české "zvedám" lze přeložit těmito způsoby:
- nídiish’aah (např.: naaltsoos nídiish’aah = zvedám knihu)
- nídiishteeh (např.: tł’iish nídiishteeh = zvedám hada)
- nídiishtsóós (např.: éé’tsoh nídiishtsóós = zvedám kabát)
- nídiishnííł (např.: t’áadoo le’é nídiishnííł = zvedám věci), apod.

### Podstatná jména
U podstatných jmen (resp. slovesných tvarů, které jejich funkci plní) jsou zajímavé např. posesivní (přivlastňovací) prefixy a pádové sufixy.
| osoba  | singulár         | duál, plurál         |
| ------ | ---------------- | -------------------- |
| 1. os. | shi- (můj)       | nihi- (náš)          |
| 2. os. | ni- (tvůj)       | nihi- (náš)          |
| 3. os. | bi- (jeho, její) | bi- / dabi- (jejich) |

Například:
- shimá = moje matka
- nimá = tvoje matka, atd.

U těchto prefixů často dochází ke změnám samohlásek podle samohlásky v první slabice podstatného jména, například:
- shaghan = můj domov (ale též: shighan)
- she'éé' = moje oblečení (ale též: shi'éé')

### Číslovky
| Navažsky  | Česky |
| t’ááłá’í  | jeden |
| naaki     | dva   |
| táá’      | tři   |
| dį́į́’      | čtyři |
| ashdla’   | pět   |
| hastą́ą́    | šest  |
| tsots’id  | sedm  |
| tseebíí   | osm   |
| náhást’éí | devět |
| neeznáá   | deset |

## Vzorový text – všeobecná deklarace lidských práv

### Navažsky
Bilaʼashdaʼii tʼáá ałtsoh yiníkʼehgo bidizhchįh dóó aheełtʼeego ílį́į́go bee baahóchįʼ. Eíí háníʼ dóó hánítshakees hwiihdaasyaʼ eíí binahjį́ʼ ahidiníłnáhgo álíleekʼehgo kʼé bee ahił niidlį́.

### Česky
Všichni lidé se rodí svobodní a sobě rovní co do důstojnosti a práv. Jsou nadáni rozumem a svědomím a mají spolu jednat v duchu bratrství.